# Boxholder Records
Boxholder Records ist ein US-amerikanisches Plattenlabel in den Bereichen Jazz und Neue Improvisationsmusik, das Ende der 1990er Jahre von Lou Kannenstine (1938–2014) gegründet wurde und seinen Geschäftssitz in Woodstock (Vermont) hat.

## Labelgeschichte
Nachdem der Labelgründer Lou Kannenstine nach 21 Jahren Tätigkeit im Verlagswesen in New York in den Ruhestand ging und 1980 nach Vermont gezogen war, gründete er um 1998 das unabhängige Plattenlabel Boxholder Records, das er mit dem Verkauf seines Verlags Countryman Press finanzierte. Kannenstine sah dabei sein Label in der Tradition europäischer Label wie Soul Note, Black Saint, Hat ART und der Free Music Production. Seine erste Veröffentlichung war das Album Budbill's Zen Mountains/Zen Streets mit Gedichten des Lyrikers David Budbill, begleitet von dem Free-Jazz-Bassisten William Parker; von diesem Album konnte er jedoch lediglich 1000 Kopien verkaufen. Auf dem Kleinlabel erschienen seitdem Aufnahmen von Musikern wie Sonny Simmons, Joe McPhee, Raphe Malik, Ivo Perelman, Ken Vandermark, Alan Silva, Kidd Jordan, Noah Howard, Bobby Few, Paul Flaherty, Bill Cole und Borah Bergman. Er veröffentlichte auch ein Tributalbum über den texanischen Songwriter Doug Sahm von Eugene Chadbourne. Der bislang größte Verkaufserfolg von Boxholder war das zweite Album der Formation The Cosmosamatics, in dem Sonny Simmons, Michael Marcus, Curtis Lundy und Jay Rosen spielten.

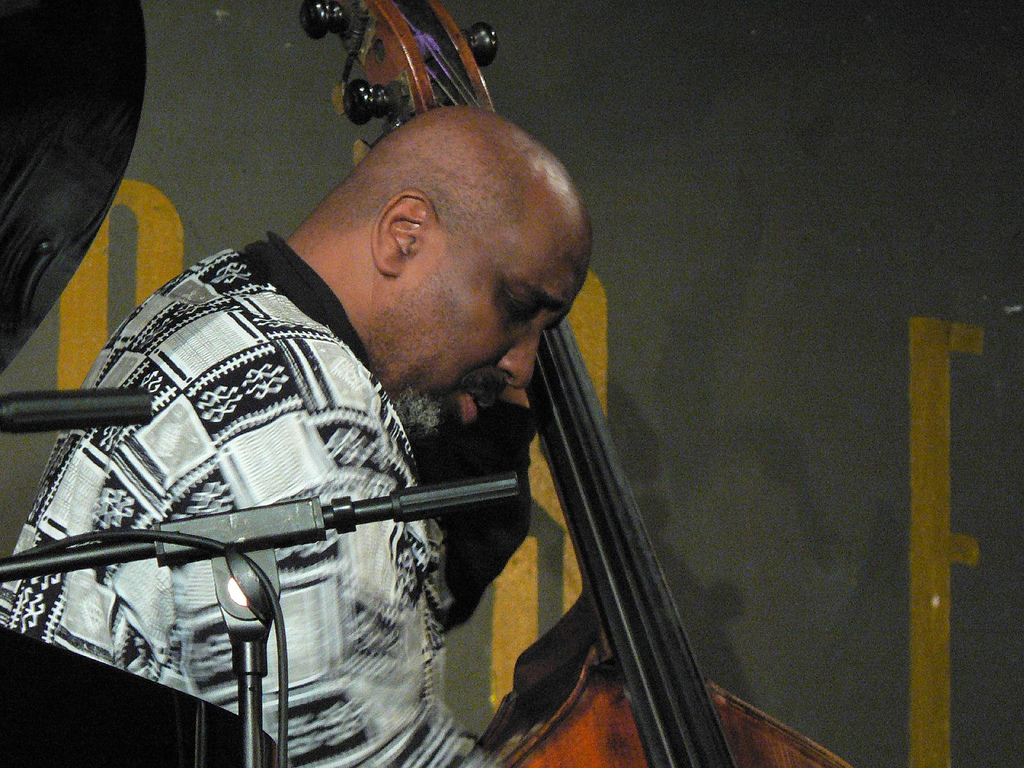
William Parker

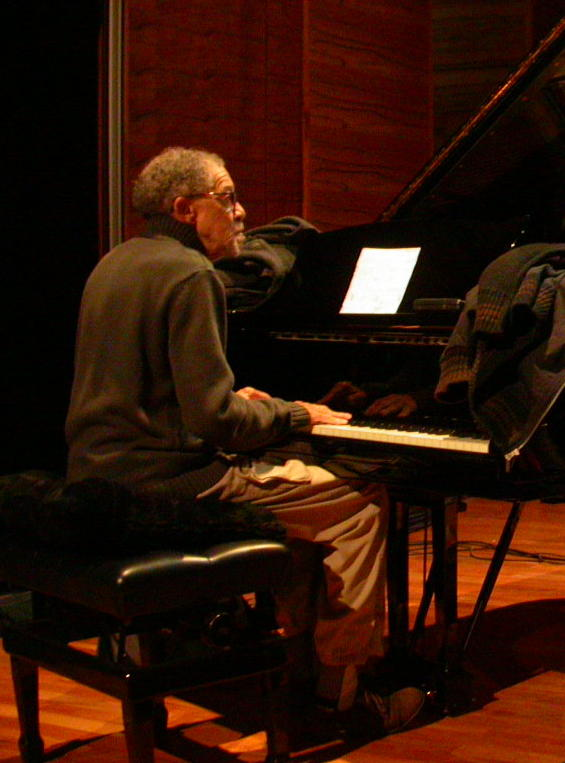
Bobby Few

## Ausgewählte Produktionen
- 1983 – Visitation – Joe McPhee
- 1984 – Last Set: Live at the 1369 Jazz Club – Raphe Malik
- 1991 – Jewels – Sonny Simmons
- 1993 – Song Cycle – William Parker
- 1997 – Toronto 1997 – Borah Bergman/Thomas Chapin
- 1999 – Emancipation Suite #1 – Alan Silva
- 2000 – The River of Sounds – Borah Bergman
- 2002 – The Cosmonautics II
- 2002 – Sympathy – Raphe Malik
- 2005 – Heavenly Places – Bobby Few & Avram Fefer
- 2007 – Lights and Shadows – Bobby Few